# غابي بالتازار
غابي بالتازار (بالإنجليزية: Gabe Baltazar)‏ هو عازف جاز أمريكي، ولد في 1 نوفمبر 1929 في هيلو في الولايات المتحدة.

## وصلات خارجية
- غابي بالتازار على موقع ميوزك برينز (الإنجليزية)
- غابي بالتازار على موقع أول ميوزيك (الإنجليزية)
- غابي بالتازار على موقع ديسكوغز (الإنجليزية)